# Дојење и ментално здравље
Дојење и ментално здравље односе се на везу између постпорођајног дојења и менталног здравља мајке и детета. Истраживања указују да дојење може имати позитивне ефекте на ментално здравље и мајке и детета, мада постоје и контрадикторне студије које доводе у питање корелацију и узрочност између дојења и менталног здравља мајке. Могуће користи укључују побољшање расположења и нивоа стреса код мајке, смањен ризик од постпорођајне депресије, унапређени социјално-емоционални развој код детета, јачу везу између мајке и детета и друго.
Имајући у виду користи дојења, Светска здравствена организација (СЗО), Европска комисија за јавно здравље (ECPH) и Америчка академија педијатара (AAP) препоручују искључиво дојење током првих шест месеци живота. Упркос тим препорукама, процене указују да 70% мајки доји своју децу након рођења, док је само 13,5% новорођенчади у Сједињеним Америчким Државама искључиво дојено.
Промоција дојења и подршка мајкама које имају потешкоће или рано прекидају дојење сматрају се приоритетом у области здравља.
Тачна природа односа између дојења и неких аспеката менталног здравља још увек није јасна научницима. Узрочно-последичне везе су неизвесне због варијабилности у начину на који се дојење и његови ефекти мере у различитим студијама. Постоје сложене интеракције између бројних психолошких, социокултуролошких и биохемијских фактора које још увек нису у потпуности схваћене.

## Дојење и ментално здравље мајке

### Предности по расположење и ниво стреса
Нека истраживања указују да дојење позитивно утиче на ментално и емоционално благостање мајке, јер побољшава расположење и смањује ниво стреса, и често се описује као „амортизер стреса“ за мајке у постпорођајном периоду.
Међутим, друга истраживања показују да сам стрес повезан са дојењем може негативно утицати на ментално здравље мајке, посебно када се дојење представља као обавезно, у стилу „Дојење је најбоље“.
Ова активност поспешује мирније психолошко стање и смањује осећај анксиозности, негативна осећања и стрес. То се огледа и у физиолошком одговору мајке током дојења, када долази до појачане модулације вагусног тонуса срца, као и снижења крвног притиска и броја откуцаја срца.
Антистрес ефекат дојења потиче од хормона окситоцина и пролактина.
Мајке које доје имају дужи и квалитетнији сан, док су поремећаји спавања смањени.
Дојење такође позитивно утиче на начин на који мајке реагују у друштвеним ситуацијама, што доводи до бољих односа и комуникације. 
Мајке које доје мање реагују на негативне изразе лица (нпр. љутњу), а снажније реагују на позитивне изразе (нпр. срећу).
Дојење такође помаже мајкама да се осећају самопоузданије и оснажено, знајући да је дојење корисно за њихово дете.

#### Постпорођајна депресија
Постпорођајна депресија је ментални поремећај који може почети током трудноће или се јавити након рођења детета. Статистике показују да отприлике 13 до 19 процената жена пати од овог стања. Нове мајке осећају многе негативне емоције као што су туга, безнађе и/или осећај безвредности. То је тежак период за оне које болују од овог поремећаја. Постпорођајна депресија може бити пролазна, али може трајати и до две године након порођаја. Ова депресија може довести до појаве других менталних стања код нових мајки, као што су опсесивно-компулзивни поремећај и/или анксиозност. Важно је да мајке и њихови партнери буду пажљиви и прате све знакове постпорођајне депресије и како она утиче на мајку и бебу.

#### Утицај постпорођајне депресије на дојење
Истраживања показују да мајке које имају постпорођајну депресију ређе доје своје бебе. Дојење је интимна активност која захтева непрекидан физички контакт мајке и детета, а нове мајке са симптомима депресије, укључујући повећану анксиозност и тенденцију да избегавају контакт са дететом, мање су склоне да доје своју бебу. Постпорођајна анксиозност може смањити производњу мајчиног млека, што утиче на способност мајке да доји дете. Мајкама које узимају одређене антидепресиве за лечење депресије обично се не препоручује дојење. Састојци лекова могу се пренети на дете преко мајчиног млека и то може имати штетне последице по развој детета. Женa би требало да се консултује са својим лекаром како би утврдила да ли одређени лек који узима може представљати проблем у том погледу.
Мајке са симптомима постпорођајне депресије често пријављују више потешкоћа у дојењу и мање самопоуздања у вези са дојењем. Ове мајке имају склоност да негативније перципирају дојење. Такође, касније започињу дојење, мање доје и чешће раније престају са дојењем током постпорођајног периода.

#### Утицај дојења на постпорођајну депресију
Дојење може пружити заштиту од постпорођајне депресије или смањити неке од њених симптома, а сматра се да користи дојења могу бити веће од користи антидепресива.  Недостатак дојења или смањено дојење могу повећати вероватноћу да мајка развије овај ментални поремећај. Окситоцин и пролактин, који се ослобађају током дојења, могу побољшати расположење мајке и смањити ризик од депресије.  Женe које доје имају ниже стопе постпорођајне депресије у поређењу са женама које хране бебу адаптираним млеком.
Стрес је један од најјачих фактора ризика за развој депресије, а пошто дојење смањује стрес, може смањити ризик од постпорођајне депресије код мајки.  Побољшани обрасци сна, боља повезаност мајке и детета и повећани осећај самопоуздања због дојења такође смањују ризик од развоја депресије.

#### Потешкоће у дојењу и постпорођајна депресија
Потешкоће у дојењу и прекид дојења доводе до лошијег расположења мајке и повећавају ризик од развоја постпорођајне депресије. Истраживање из 2011. године, које су спровели Нилсон и сарадници, показало је да су жене које нису успеле да доје биле 2,4 пута склоније да развију симптоме депресије 16 недеља након порођаја. Разлози за немогућност дојења укључују бол у брадавицама, темперамент детета, недостатак производње млека, операције на дојкама и маститис.
Недостатак самопоуздања или тешка искуства током дојења честа су брига мајки са постпорођајном депресијом. Сматра се да мајке које имају проблеме при дојењу захтевају хитну додатну подршку или треба да буду скриниране на знакове депресије. Подстицај и смернице стручњака повећавају самопоуздање и помажу мајкама да се осећају способно и оснажено.
Пошто темперамент детета може утицати на процес дојења, мајке се такође охрабрују да стекну дубље разумевање начина на који се бебе хране током дојења како би се потенцијални проблеми могли предвидети и решавати.

#### Природа односа између дојења и постпорођајне депресије
Постоји јасна повезаност између дојења и постпорођајне депресије; међутим, тачна природа тог односа још увек није потпуно јасна научницима.
Разлози за то су бројни, укључујући:
- Сложене интеракције између различитих физиолошких, социокултурних и психолошких фактора који још увек нису у потпуности разјашњени.[5]
- Различите методологије које научници користе у истраживањима овог односа, што може довести до различитих резултата.[1][5]
- Контрадикторна научна истраживања – нека указују да не постоји веза између дојења и постпорођајне депресије, док друга показују да дојење повећава ризик од развоја депресије.[1][4][5]

Најновији извештаји указују на то да постоји реципрочан или двосмеран однос између дојења и постпорођајне депресије. То значи да постпорођајна депресија доводи до смањене активности дојења и ранијег прекида, док одсуство дојења или нерегуларност у пракси дојења повећава ризик од настанка постпорођајне депресије.

### Механизми дејства
Однос између дојења и менталног здравља мајке може се објаснити директним узроцима као што су:
- Осећај кривице, срама и/или разочарања: Мајке које имају потешкоће у дојењу или не могу да доје могу осећати кривицу, срамоту и разочарање јер верују да нису у стању да детету пруже оно што му је потребно. То може довести до симптома постпорођајне депресије.[14][17]
- Негативна перцепција дојења:Начин на који мајка доживљава дојење може утицати на њено расположење. Мајке са симптомима постпорођајне депресије чешће сматрају да је дојење ограничавајуће и да мора бити приватно.[5]  Депресивне мајке често се осећају незадовољно током дојења и имају смањено самопоуздање у вези са својом способношћу да доје. Мајке које се брину у вези са дојењем такође имају већу вероватноћу да буду дијагностиковане са постпорођајном депресијом.[5]
- Побољшана повезаност мајке и детета:Дојење може ојачати везу између мајке и детета, што доприноси бољем менталном здрављу.[4][5]

#### Физиолошки механизми
Физиолошко објашњење користи дојења за ментално здравље мајке заснива се на неуроендокриним процесима. Мајчино млеко садржи лактогене хормоне, окситоцин и пролактин који имају антидепресивно дејство и смањују анксиозност. Пролактин је примарни хормон одговоран за производњу млека, а његов ниво је усклађен са учесталошћу дојења и потребама детета. Овај хормон подстиче мајчинско понашање, делује као природни аналгетик и смањује одзив на стрес. Његов ниво је виши код жена које доје у односу на оне које не доје.
Окситоцин смањује стрес  и подстиче опуштање и неговање детета,  Пре дојења, окситоцин се ослобађа у крвоток како би олакшао пуштање млека. И окситоцин и пролактин се ослобађају током стимулације брадавице када беба сиса. Живчана влакна повезана са хипоталамусом контролишу ово ослобађање, а хормони се отпуштају у пулсирајућим таласима.
Повишени нивои ових хормона током дојења имају благотворан ефекат на ментално здравље мајке. Код изложености физичком или психолошком стресу, мајке које доје показују смањен кортизолски одговор, захваљујући смањеном лучењу стресних хормона и побољшањима у сну. Физички контакт током дојења додатно ублажава реакцију организма на стрес и снижава ниво кортизола.
Неуспех у дојењу и постпорођајна депресија такође могу бити последица поремећаја у неуроендокриним механизмима.
Постпорођајна депресија је блиско повезана са инфламацијом изазваном болом након порођаја или недостатком сна, што су честа искуства током мајчинства. Дојење смањује ову инфламаторну реакцију, што позитивно утиче на ментално здравље мајке.

## Дојење и ментално здравље детета

### Социјално и емоционално здравље и развој
Дојење је повезано са побољшаним социјалним и емоционалним здрављем и развојем детета. Сам чин дојења изазива умирујуће и аналгетске ефекте код новорођенчета. Током дојења, код бебе се смањују срчани и метаболички ритам, као и осетљивост на бол.
Истраживања показују да бебе које се доје дуже од 3 или 4 месеца имају мање проблема у понашању и поремећаја у дисциплини. Дојење може такође допринети смањењу агресивности и антисоцијалних тенденција код новорођенчади, а претпоставља се да се тај ефекат задржава и у одраслом добу. У лонгитудиналној студији коју су спровели Мерјонен и сарадници (2011), откривено је да су одрасле особе које нису биле дојене у детињству показивале више нивоe непријатељства и агресивности. Дојење се такође повезује са већом „живошћу“ и интензивнијим реакцијама код новорођенчади у поређењу са онима које се хране флашицом.  Да би сигнализирале своје потребе и привукле пажњу родитеља, дојене бебе могу испољавати већи ниво узнемирености и фрустрације.

#### Механизми дејства
Умирујући, аналгетски ефекат и смањена осетљивост на бол код новорођенчета током дојења резултат су неколико фактора:
- Сисање брадавице стимулише орофаринкс детета. Ово усмерава пажњу детета на тај део тела и смањује пажњу на друге стимулусе.
- Чин сисања и апсорпција масти у цревима повећава ниво хормона холецистокинина, који поспешује опуштање и ублажавање бола.
- Мајчино млеко је слатко и тај укус подстиче ослобађање опиоида, што смањује осетљивост на бол.
- Физички контакт стабилизује ниво шећера у крви, телесну температуру и респираторне функције, подстиче неуро-понашајну саморегулацију, смањује ослобађање хормона стреса и снижава крвни притисак.
- Социјална интеракција и физички контакт подстичу ослобађање окситоцина.

Смањење антисоцијалног понашања и агресивности код детета приписује се повећаном нивоу окситоцина током дојења. Људско мајчино млеко садржи окситоцин, а тај хормон се такође ослобађа код детета услед физичког контакта и топлоте током дојења. Повећани нивои окситоцина поспешују социјални и емоционални развој, што доприноси нижем нивоу агресије и других облика антисоцијалног понашања.\
Сам чин дојења може такође бити показатељ мајчиног родитељског понашања. Одсуство дојења или његово непотребно одуговлачење може указивати на то да мајка није у добром менталном стању, што може допринети развоју све израженијег асоцијалног понашања код детета.

### Поремећај из аутистичног спектра (АСД)
Истраживања указују да дојење може пружити заштиту деци од развоја поремећаја из аутистичног спектра (АСД), менталног поремећаја који се одликује оштећеним социјалним и комуникативним способностима. Новорођенчад која нису дојена, која почињу са дојењем касније или која су дојена кратко време имају већи ризик да буду дијагностикована са АСД.
Тачан физиолошки механизам ове везе још увек није потпуно разјашњен, али ова асоцијација се можда може објаснити недостатком уноса колострума из мајчиног млека — супстанце која садржи кључна антитела, протеине и имуне ћелије неопходне за типичан социо-емоционални развој и здравље.
Међутим, научници наглашавају потребу да се избегава приписивање узрочне улоге дојењу у развоју поремећаја из аутистичног спектра (АСД) код новорођенчади. Постоји могућност да деца која касније буду дијагностикована са АСД већ у раном узрасту испољавају понашања која ометају редовне активности дојења. Деца са АСД имају смањену способност за заједничку пажњу, ослабљену социјалну интеракцију или недостатак сарадљивости, што може довести до нерегуларног дојења.
Такође постоје истраживања која нису пронашла везу између дојења и развоја АСД-а. На пример, Хаск и Кајм (2015) спровели су велико истраживање међу родитељима деце узраста од 2 до 5 година и нису пронашли значајну повезаност између развоја АСД-а и присуства/одсуства дојења или трајања периода дојења.
Потребна су додатна истраживања како би се боље разумела веза између дојења и АСД-а, као и потпуније објаснили физиолошки механизми који стоје у основи тог односа.

## Дојење и веза између мајке и детета
Дојење јача емоционалну и социјалну везу између мајке и детета, а та приврженост је важна за њихово ментално здравље. Та веза побољшава способност мајке и детета да контролишу своје емоције, смањује реакцију на стрес и подстиче здрав социјални развој код детета.
Физички контакт током дојења повећава ниво окситоцина код мајке и детета, што додатно јача њихову повезаност. Дојењем, бебе постају зависније од својих мајки и развијају дубоку социјалну и емоционалну везу. Такође, дојење олакшава мајкама емоционално повезивање са дететом, па оне углавном испољавају више топлине и сензитивности у односу према својој деци.
У поређењу са мајкама које не доје и њиховом децом, код мајки и деце који су у односу дојења:
- Мајке су осетљивије и пријемчивије на потребе своје бебе.[4][14][18]
- Мајке проводе више времена и посвећују више пажње својој беби.[5][18]
- Мајке чешће додирују и разговарају са својом бебом.[4]
- Бебе показују већи осећај „сигурне привржености” и мањи степен „дезорганизоване привржености”.[4][14][18]
- Бебе дуже сисају мајчину дојку него што траје храњење на флашицу.[5]
- Мајке и бебе дуже се гледају у очи током дојења.[4]
- Мајке чешће показују позитивне емоције и више се осмехују својој беби.[23]

Истраживања снимања мозга показују да мајке које доје имају појачану активност у лимбичким регионима мозга када чују плач своје бебе. Ово указује на појачан емотивни, емпатични и сензитивни одговор мајке на своје дете, што подржава стварање блиске везе између мајке и бебе.
Ипак, постоје и студије које не показују значајну везу између дојења и повезаности између мајке и детета. На пример, Бритон и сарадници (2006) нису пронашли значајну повезаност између дојења и мајчино-дечје везе, али су открили да су мајке које показују већу сензитивност чешће дојиле него што су користиле флашицу. Ово указује да мајчина сензитивност можда има директнији утицај на повезаност са дететом, јер сензитивније мајке имају већу вероватноћу да доје и да показују већу емоционалну осетљивост.